# Koutsourás
Koutsourás är en ort i Grekland.   Den ligger i prefekturen Nomós Lasithíou och regionen Kreta, i den sydöstra delen av landet, 400 km sydost om huvudstaden Aten. Koutsourás ligger 9 meter över havet och antalet invånare är 869.
Terrängen runt Koutsourás är huvudsakligen kuperad, men åt nordväst är den bergig. Havet är nära Koutsourás söderut. Närmaste större samhälle är Ierapetra, 18,8 km väster om Koutsourás.